# Astragalus zurmatensis
Astragalus zurmatensis är en ärtväxtart som beskrevs av Dieter Podlech och Zarre. Astragalus zurmatensis ingår i släktet vedlar, och familjen ärtväxter. Inga underarter finns listade i Catalogue of Life.